# Arona (Spagna)
Arona è un comune spagnolo di 40 826 abitanti situato nella comunità autonoma delle Canarie.

## Luoghi d'interesse
- il Parque Central de Arona, terminato nel 2004 è un parco di 4 ettari creato da architetti e biologi. Vanta una collezione di palme tropicali e molte rocce con la flora endemica originale di quest'isola.
- Los Cristianos è uno dei centri turistici principali nel sud di Tenerife. Originariamente era un villaggio di pescatori, ma nel corso degli ultimi 20 anni l'espansione a livello turistico lo ha trasformato in un grande resort.
- Las Galletas è un villaggio di pescatori. Offre alcune strutture turistiche e si è trasformato in un resort per i turisti recentemente.
- Il Roque Imoque è una delle montagne più affascinanti di tutto il sud di Tenerife, nota per la sua forma molto particolareggiata.
- Le Playas de Las Vistas sono spiagge alle quali è stata aggiunta della sabbia artificialmente scavando il fondo marino e trasformandole nelle spiagge più lunghe di Tenerife.
- Dal Mirador de La Centinela si ha un'ampia prospettiva della valle de San Lorenzo e di gran parte dell'isola. Sono molti gli spazi interessanti a livello naturale, nonostante il processo di urbanizzazione abbia eliminato le saline di El Guincho.
- La villa de Arona è un congiunto architettonico complesso e di grande interesse. Si tratta di un punto di riferimento culturale popolare molto importante.
- La chiesa parrocchiale ospita alcune immagini popolari importanti come la Virgen de la Concepción, di Francisco García Medina (1739) e un San José di piccole dimensioni. L'immagine più venerata è quella del Cristo de la Salud di scuola Canaria.

## Infrastrutture
In questo comune si trova l'Hospital del Sur de Tenerife, un centro che copre i comuni del sud dell'isola di Tenerife.

## Religione
Dal 2015, la città di Los Cristianos è la sede della Federazione islamica delle Isole Canarie, che è l'organizzazione che riunisce le associazioni e le comunità musulmane delle Isole Canarie.

## Amministrazione

### Gemellaggi
La città intrattiene rapporti di gemellaggio con:
- Arona, Italia
- San Cristóbal de La Laguna, Spagna